# پرتره مردی با مدال کوزیموی مهتر

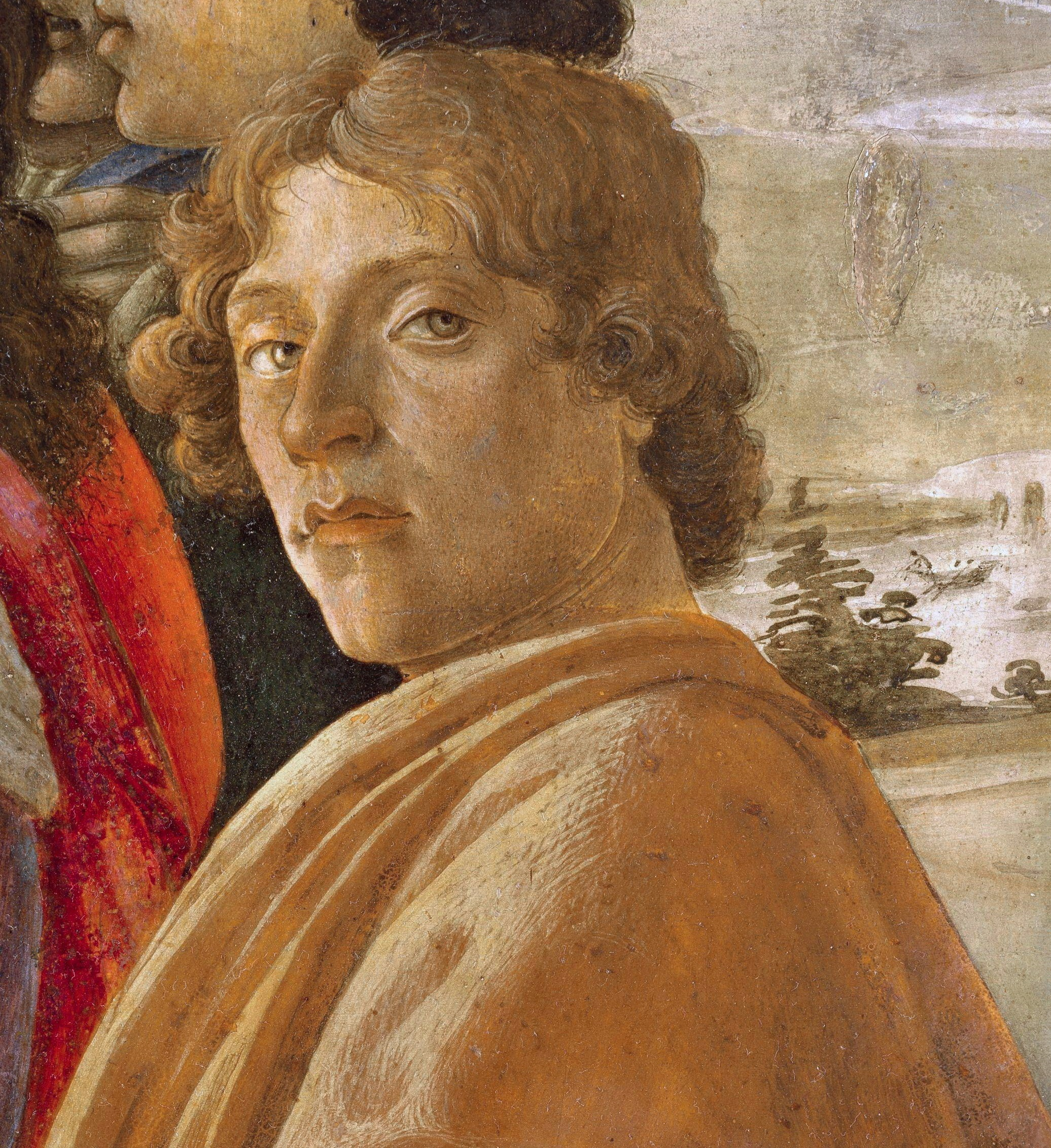
خودنگاره احتمالی بوتیچلی، در ستایش مجی (۱۴۷۵)

پرتره مردی با مدال کوزیموی مهتر (به انگلیسی: Portrait of a Man with a Medal of Cosimo the Elder)، (به ایتالیایی: Ritratto d'uomo con medaglia di Cosimo il Vecchio)، هم چنین با عنوان معروف پرتره یک جوان با مدال (به انگلیسی: Portrait of a Youth with a Medal)، یک نقاشی با تکنیک چسب‌رنگ از ساندرو بوتیچلی نقاش رنسانس ایتالیا است. این تابلو یک مرد جوان را نشان می‌دهد که مدالی با نشان کوزیمو د مدیچی در دست دارد. هویت مرد جوان رمز و رازی ماندگار بوده‌است. این نقاشی تقریباً در سال ۱۴۷۵ تکمیل شده و در گالری اوفیتزی واقع در فلورانس در معرض نمایش است.

در مرکز این تابلو، مرد جوانی نشسته‌است و منظره ای در پشت او در دورنما قرار دارد. این مرد نگاه تماشاگران را به خود جلب می‌کند، در حالی که این مدال به نیم رخ کوزیمو د مدیچی شباهت دارد. این مدال، یک تقلید پاستیلیا از یک مدال فلزی واقعی است که از گچ‌های طلاکاری شده با ترکیب نقاشی گسو به داخل پرتره الحاق شده‌است.

## هویت شخص
هویت مرد جوان در پرتره هرگز به توافق نرسیده‌است، اما گمانه زنی‌های قابل توجهی وجود داشته‌است. جورج نوبل پلانکت (به انگلیسی: George Noble Plunkett)، مورخ هنر اهل ایرلند، با نوشته‌ای در سال ۱۹۰۰، مشخص کرد که معتقد است جوان به تصویر کشیده شده پیرو است که که با خیانت خود به فلورانس، لکه ای پاک نشدنی بر خانواده مدیچی باقی گذاشت. به نظر می‌رسد این نشان افتخار او بوده‌است!

## محل ظهور نقاشی
منشأ نقاشی به الگوی آن بستگی دارد، که علی‌رغم گمانه زنی‌های زیاد هم چنان ناشناخته مانده‌است. اولین بار با کاردینال کارلو د مدیچی ثبت شده‌است. بعد از درگذشت وی در سال ۱۶۶۶، وارد مجموعه وابسته به دوک‌ها در اوفیتزی گردید. این نقاشی در سال ۱۹۹۱ مرمت شد.

## اقتباس‌ها در ایران
آیدین آغداشلو هویت: در ستایش ساندرو بوتیچلی را بر اساس این نقاشی کشیده‌است.